# Gulripsji
Gulripsji (abchaziska: Гәылрыҧшь, Gwylrypsj; georgiska: გულრიფში, Gulripsji) är en daba (stadsliknande ort) i utbrytarrepubliken Abchazien i nordvästra Georgien. Den ligger vid Svartahavskusten, 12 kilometer sydöst om Suchumi. Gulripsji är en kurort med en utvecklad turistnäring. Den har en mindre kyrka från tidigt 1900-tal. Staden är administrativ huvudort i distriktet Gulripsji.